# Huodendron biaristatum
Huodendron biaristatum là một loài thực vật có hoa trong họ Bồ đề. Loài này được (W.W. Sm.) Rehder mô tả khoa học đầu tiên năm 1936.